# Valle de Güímar (vino)
Valle de Güímar es una zona vinícola con Denominación de origen (DO), situada en la isla de Tenerife de las Islas Canarias (España). Obtuvo la calificación de Denominación de origen en el año 1996 (Orden Ministerial de 27 de septiembre de 1996, publicada en el BOE de 12 de octubre). Posteriormente se ha modificado la legislación por Órdenes Ministeriales de 19 de octubre de 2000 y de 7 de mayo de 2002.
La superficie de viñedo en el Valle de Güímar abarca 720 hectáreas. Cuenta con 20 embotelladoras bodegas productoras. Al igual que en el valle de la Orotava, no se trata de un valle en el sentido geográfico del término. Corresponde a una fosa tectónica originada por el corrimiento hacia el mar de una gran masa de terreno. La zona en la que se enclava la Denominación de Origen Valle de Güímar14 , situada en la vertiente meridional, forma un rectángulo de unos 18 km de longitud por 8 km de ancho.
Situados en la costa sudeste de la isla de Tenerife, los viñedos de esta denominación consiguieron su propia identidad en 1996. Al igual que en esta, las vides se extienden sobre las pendientes del Teide, convirtiéndose en una de las zonas de cultivo de mayor altitud de Europa. Sin embargo, en la búsqueda del equilibrio y la calidad de las producciones, hay que diferenciar las plantaciones situadas por encima de los 800 metros, donde la viña encuentra las condiciones, tanto de suelo como climáticas, más favorables. En estas altitudes el viñedo se cultiva en parral bajo, de naturaleza volcánica, de acusada fertilidad y permeabilidad en suelos. La denominación toma su nombre de Güímar, uno de los tres municipios (Güímar, Arafo y Candelaria), cubren la D.O. Los vinos blancos suponen el 65% de producción.
Los Suelos. Arenoso en zonas bajas y medias y arcillosos en zonas altas. La D.O. Valle de Güímar cubre la superficie que se extienden sobre las pendientes del Teide, entre altitudes que oscilan entre los 175 y los 1.500 metros. Hay tres tipos de suelo: en las partes bajas terrenos tipo arenoso, zonas medias los terrenos de tipo pumítico (jable) y en la zona alta los arcillosos, siendo todos ellos de origen volcánico. Las mejores pendientes para el cultivo se sitúan sobre los 600 metros.
El Clima. El clima de la Denominación de Origen Valle de Güímar está marcado por el predominio de los vientos alisios.
La Uva. La zona es tradicionalmente de vinos blancos, por lo que son las variedades blancas las más importantes, aunque en los últimos años se han plantado variedades tintas para elaborar tintos de alta calidad. La variedad blanca mayoritaria es la Listán Blanco que en las zonas altas tiene un comportamiento extraordinario para elaborar vinos blancos de alta calidad premiados internacionalmente. En los últimos años, gracias a la labor de la Bodega Comarcal Valle de Güímar, ubicada en los altos del municipio de Arafo  se está apostando también por esta variedad en las zonas bajas de la Comarca porque se obtienen las características idóneas para elaborar Espumosos de Calidad por el método tradicional de segunda fermentación o champanoise.
También se encuentran otras variedades blancas pero en porcentajes minoritarios como son la moscatel de Alejandría, malvasía aromática, verdello, gual, etc.
La Vinificación: Al igual que sucede en otras denominaciones de Tenerife, las bodegas están muy modernizadas y se encuentran provistas de equipamientos en acero inoxidable y controles de temperatura. Dentro de las bodegas más importantes de la Comarca se encuentra la Bodega Comarcal Valle de Güímar que se creó en 1989 gracias al impulso de 15 viticultores y en la actualidad cuenta con 160 y un volumen medio de 250.000 litros anuales. Haciendo honor a la zona volcánica del Valle sus marcas representan todo un emblema al territorio, Brumas de Ayosa nombre que se debe a la Montaña de Ayosa y al Pico Cho Marcial, siendo la bodega más premiada de la zona.
Los vinos de la denominación de origen tienen el perfil aromático herbáceo, son afrutados y depende de la altura de la viña, pueden ser ligeros o bien estructurados. Se elabora uno de los vinos más importantes canarios como son los vinos afrutados que normalmente se embotellan en botella de color azul. Aunque los vinos dulces de malvasía representan una cantidad muy pequeña son de alta calidad y hacen un homenaje a los afamados Canary Wines, vinos históricos de Canarias. En los últimos años se ha apostado por los vinos espumosos de calidad aportando a la denominación de origen premios prestigiosos como el Zarcillo y Bacchus.